# Jón Árnason (biskop)
Jón Árnason, född 1665, död den 8 februari 1743, var en isländsk biskop i Skálholt. 
Han var en betydande administratör, som var sträng i sin uppsikt över prästerskapet och vårdade sig om undervisningsväsendet.
Han var även författare till läroböcker, bland annat en katekes (1722) och en latinsk-isländsk ordbok, Nucleus latinitatis (1728).